# Анна Голл
Анна Голл (23 березня 2001 , Денвер ) — американська легкоатлетка, багатоборка, призерка чемпіонату світу.

## Кар'єра
| Рік             | Змагання                      | Місце проведення   | Місце           | Дисципліна      | Результат       | Примітки        |
| Представник США | Представник США               | Представник США    | Представник США | Представник США | Представник США | Представник США |
| --------------- | ----------------------------- | ------------------ | --------------- | --------------- | --------------- | --------------- |
| 2018            | Чемпіонат світу серед юніорів | Тампере, Фінляндія | 9               | семиборство     | 5655            |                 |
| 2022            | Чемпіонат світу               | Юджин, США         | 3               | семиборство     | 6755            | PB              |